# Sergei Wjatscheslawowitsch Kirjakow
Sergei Wjatscheslawowitsch Kirjakow (russisch Сергей Вячеславович Кирьяков; * 1. Januar 1970 in Orjol) ist ein russischer Fußballtrainer und ehemaliger Fußballspieler.
Seine größten Erfolge hatte er in der Fußball-Bundesliga von 1992 bis 1998 beim Karlsruher SC unter Winfried Schäfer. Der Stürmer galt als sehr dribbelstark jedoch mit Schwächen im Abschluss. Weitere Stationen waren der Hamburger SV und TeBe Berlin.
Der 1,74 Meter große Russe absolvierte 38 Länderspiele für sein Heimatland. In der Bundesliga war „Kiki“ für den KSC in 145 Spielen mit 29 Toren und in der Saison 1998/99 für den HSV in 29 Spielen mit fünf Toren im Einsatz.

## Karriere

### Karlsruher SC
Nach der Europameisterschaft 1992 in Schweden, wo Kirjakow zu zwei Einsätzen für die GUS gegen die Niederlande und Schottland kam, wechselte er in den Karlsruher Wildpark zum Team von Winfried Schäfer.
Mit den neuen Offensivkräften Kirjakow und Manfred Bender wies der Karlsruher SC am Ende der Saison 1992/93 mit 60:54 Toren nicht nur erstmals seit dem Wiederaufstieg ein positives Torverhältnis auf, sondern belegte mit 39:29 Punkten einen zu Saisonbeginn kaum erwarteten sechsten Platz und qualifizierte sich damit für den UEFA-Pokal. Kirjakow zeichnete sich in dieser Saison mit seinen elf erzielten Treffern als bester Schütze des KSC aus. Ein persönlicher Höhepunkt war für ihn das dritte Saisonspiel gegen Werder Bremen im heimischen Stadion: Nach einer 0:2-Führung der Rehhagel-Schützlinge drehten die Mannen von Winnie Schäfer das Spiel mit 5:2 Toren noch um. Kirjakow selbst erzielte hierbei drei Treffer.
Der sportliche Höhenflug des KSC setzte sich in der Europapokalsaison 1993/94 fort. Über PSV Eindhoven, FC Valencia, Girondins Bordeaux und Boavista Porto drang man bis ins Halbfinale  vor. Hier unterlag man Austria Salzburg auf Grund der Auswärtstorregel (0:0 und 1:1). Das Highlight der Spielzeit war das Rückspiel gegen den FC Valencia am 2. November 1993 im Wildparkstadion. Nach der 1:3-Niederlage in Spanien war die Angelegenheit für die meisten Fans schon gelaufen. Im sogenannten Wunder vom Wildpark schaffte der KSC einen sensationellen 7:0-Sieg, der bis heute einen Höhepunkt der Vereinsgeschichte darstellt.
In den folgenden Jahren konnte sich der KSC mit Kirjakow und Neuzugängen wie Thomas Häßler im oberen Tabellendrittel der Bundesliga etablieren. In der Saison 1995/96 sorgte der Verein ein weiteres Mal für Furore, als man den amtierenden Meister und Tabellenführer Borussia Dortmund – auch dank zweier Tore von Kirjakow – mit 5:0 im Wildparkstadion bezwang und das Finale des DFB-Pokals erreichte, welches Kirjakow jedoch aufgrund einer Gelbsperre verpasste. 1997 und 1998 nahm man nochmals am UEFA-Pokal teil, scheiterte aber jeweils im Achtelfinale.
Nach dem überraschenden Abstieg in der Saison 1997/98 spielte Kirjakow noch zwei Jahre in Deutschland für den Hamburger SV und Tennis Borussia Berlin, ehe er seine Karriere in China ausklingen ließ.

### Nationalmannschaft
1988 gewann Kirjakow mit der U18-Nationalmannschaft der Sowjetunion den Europameistertitel der Junioren. Im Jahr 1990 gelang ihm selbiges mit der U21-Auswahl. Darüber hinaus nahm er an der Junioren-Weltmeisterschaft 1989 teil. Hier scheiterte die Sowjetunion trotz zweier Tore von Kirjakow im Viertelfinale.
Mit der A-Nationalmannschaft nahm Kirjakow an der Europameisterschaft 1992 in Schweden sowie an der Europameisterschaft 1996 in England teil. In 38 A-Länderspielen für die Sowjetunion bzw. GUS sowie Russland zwischen 1989 und 1998 erzielte er 15 Treffer.

### Trainer
Anfang Oktober 2016 wurde er Trainer des russischen Vereins Arsenal Tula.

### Erfolge als Spieler
- U18-Europameister: 1988
- U21-Europameister: 1990
- DFB-Pokal-Finalist: 1996

## Sonstiges
Laut Meldung vom 4. Januar 1997 wurde Kirjakow wegen Trunkenheit am Steuer sowie Unfallflucht zu einer Geldbuße in Höhe von 50.000 D-Mark verurteilt.